# Pieter van der Kruk
Pieter van der Kruk (Delft, 10 februari 1972) is een Nederlands voormalig discuswerper. Hij werd driemaal Nederlands kampioen in deze discipline.

## Loopbaan
Voor het eerst deed Van der Kruk van zich spreken in 1996, toen hij op een haar (vijf millimeter!) na de limiet miste voor de Olympische Spelen. Hij nam tweemaal deel aan de wereldkampioenschappen, namelijk in 1997 en 1999. In dat laatste jaar kwam hij tot zijn beste worp: 66,03 m. Nederlands kampioen discuswerpen werd hij in 1997 (60,22), 2000 (61,32) en 2001 (56,86).
Pieter van der Kruk was lid van de Delftse atletiekvereniging AV '40. Hij is een neef (oomzegger) van gewichtheffer en kogelstoter Piet van der Kruk (1941-2020), en achteroom van Shaquille Emanuelson.

## Nederlandse kampioenschappen
| Onderdeel    | Jaar             |
| ------------ | ---------------- |
| discuswerpen | 1997, 2000, 2001 |

## Persoonlijke records
| Onderdeel    | Prestatie | Datum           | Plaats |
| ------------ | --------- | --------------- | ------ |
| discuswerpen | 66,03 m   | 4 augustus 1999 | Leiden |
| kogelstoten  | 18,12 m   | 1 mei 1999      | Lisse  |

## Palmares

### discuswerpen
- 1997:  NK - 60,22 m
- 1998:  NK - 54,80 m
- 1999:  NK - 57,29 m
- 2000:  NK - 61,32 m
- 2001:  NK - 56,86 m

### kogelstoten
- 1998:  NK indoor - 17,58 m
- 1999:  NK indoor - 17,80 m